# Dobržanskij
L'isola Dobržanskij (in russo остров Добржанского?) è un'isola della Russia nel mare di Ochotsk. Amministrativamente appartiene al Penžinskij rajon del Territorio della Kamčatka, nel Circondario federale dell'Estremo Oriente. L'isola si trova nella parte settentrionale della baia della Penžina, a sud della foce del fiume Paren', e a est di capo Obryvistyj. L'isola raggiunge i 262,3 m di altezza. Un piccolo isolotto si trova a nord-est dell'isola e due scogli a sud-ovest.
L'isola porta il nome del capitano russo Nikolaj Aleksandrovič Dobržanskij (Николай Александрович Добржанский).